# Aponogetonaceae
Las aponogetonáceas (nombre científico Aponogetonaceae J. Agardh) son una familia de plantas monocotiledóneas, acuáticas, herbáceas, perennes. La familia está aceptada por sistemas de clasificación modernos como el sistema de clasificación APG III (2009) y el APWeb (2001 en adelante). En esos sistemas de clasificación, pertenecen al orden Alismatales y están circunscriptas por un único género: Aponogeton L.f.

## Descripción
Las aponogetonáceas se reconocen por ser plantas acuáticas con hojas pecioladas, con una vena media, venas paralelas, y venas transversales prominentes, las venas más finas reticuladas. A veces las hojas son fenestradas. La inflorescencia es muchas veces una espiga densa, con un largo escapo. Las flores son más bien pequeñas pero sus tépalos son más bien conspicuos. Toda la inflorescencia es coloreada.
Las especies de apogonetonáceas se encuentran en regiones tropicales y subtropicales del Viejo Mundo. Son utilizadas como plantas ornamentales en acuarios y jardines acuáticos.
La familia fue reconocida por el APG III (2009), el Linear APG III (2009) le asignó el número de familia 36. La familia ya había sido reconocida por el APG II (2003).

## Taxonomía
El género fue descrito por Carlos Linneo el Joven y publicado en Supplementum Plantarum 32, 214. 1781[1782]. La especie tipo es: Aponogeton monostachyon L. f.
Etimología
Aponogeton: nombre genérico que deriva del nombre latino de los manantiales curativos en Aquae Aponi, Italia, y geiton = "vecino", originalmente aplicada a una planta acuática encontrada allí, el nombre que se da debido al hábitat de esta planta.